# Bardot (gruppo musicale)
Le Bardot erano un girl group australiano formatosi nel 1999 attraverso l'edizione locale del talent show Popstars. Il gruppo si è sciolto nel 2002 dopo la pubblicazione di due album (Bardot, 2000, e Play It Like That, 2001) e svariati singoli per la WEA.
Il gruppo era composto da Belinda Chapple, Sophie Monk, Tiffani Wood, Sally Polihronas, Katie Underwood e Chantelle Berry.

## Storia

### Gli esordi
Il gruppo si è formato nel 1999 tramite il talent show Popstars nella sua versione australiana, dal quale sono uscite vincitrici Belinda Chapple, Sophie Monk, Tiffani Wood, Sally Polihronas, Katie Underwood e Chantelle Berry (quest'ultima rimasta nella formazione solo nel 2000, mentre la Underwood ha abbandonato il gruppo nel 2001). Il gruppo ha debuttato discograficamente il 17 aprile del 2000 con il singolo Poison, pubblicato per la WEA, che ha raggiunto la prima posizione delle classifiche australiane e neozelandesi entrando anche in quella britannica.
Immediatamente dopo, l'11 luglio dello stesso anno, è stato pubblicato anche l'album di debutto del gruppo, l'eponimo Bardot, che si rivelò un successo così come il primo singolo raggiungendo anche questo la prima posizione della classifica di Australia e Nuova Zelanda.
Da questo album sono stati estratti anche i singoli I Should've Never Let You Go, pubblicato il 25 maggio del 2000 e These Days, del 28 agosto,
L'album è stato promosso anche da un tour nazionale nell'agosto del 2000.

### Play It Like That, il secondo album
Subito dopo la promozione del primo album, il gruppo registrò il secondo, Play It Like That, pubblicato nel 2001, che ha raggiunto la sedicesima posizione della classifica australiana.
Dal secondo album sono stati estratti tre singoli: A.S.A.P., pubblicato il 16 luglio 2001 e arrivato quinto in classifica in Australia,, I Need Somebody, che ha raggiunto la medesima posizione, e Love Will Find a Way, che ha raggiunto la diciottesima posizione.
Anche quest'album è stato promosso da un tour nazionale, avvenuto nel marzo del 2002.
Dopo la promozione del secondo album il gruppo si è sciolto, per permettere alle componenti di avviare le proprie carriere come cantanti soliste.

## Formazione
- Belinda Chapple
- Sophie Monk
- Tiffani Wood
- Sally Polihronas

### Ex componenti
- Katie Underwood
- Chantelle Berry

## Discografia

### Album
- 2000 - Bardot
- 2001 - Play It Like That

### Singoli
- 2000 - Poison
- 2000 - I Should've Never Let You Go
- 2000 - These Days
- 2001 - A.S.A.P.
- 2001 - I Need Somebody
- 2002 - Love Will Find a Way

### Videografia
- 2000 - Popstars: The Making of Bardot
- 2000 - Bardot: The Adventure Continues